# Viswanathan Anand
Viswanathan Anand, também conhecido como Vishy Anand (Chenai, 11 de dezembro de 1969), é um grande mestre de xadrez indiano e ex-campeão mundial de xadrez. Em 2022, ele foi eleito vice-presidente da FIDE.

## Carreira
A ascensão de Anand no mundo do xadrez indiano foi meteórica. Sucessos de nível nacional cedo apareceram em 1983, quando aos catorze anos de idade venceu o campeonato de xadrez indiano (categoria sub-júnior) com um registo de 9/9. Tornou-se o indiano mais jovem de todos os tempos a obter o título de Mestre Internacional com quinze anos, em 1984. Com dezesseis anos tornou-se campeão nacional, título que ganhou mais duas vezes. Por também disputar suas partidas na velocidade blitz (o tempo para terminar o jogo é muito reduzido, 5 minutos), ganhou a alcunha de "Lightning Kid" ("rapaz-relâmpago", uma vez que na Índia em vez de se utilizar o termo blitz, utiliza-se o termo lightning). Em 1987, foi o primeiro indiano a ganhar o Campeonato do mundo de xadrez júnior. Aos dezoito anos tornou-se o primeiro Grande Mestre indiano.
Anand apareceu nos maiores escalões do xadrez no início da década de 1990, ganhando torneios de prestígio como o Reggio Emilla em 1991 (à frente de Garry Kasparov e Anatoly Karpov, que estavam em grande forma). Apesar de jogar em tão alto nível, não abrandou, continuando a jogar na velocidade blitz.
Entre os seus sucessos mais recentes em torneios contam-se a vitória em Dortmund em 2004, bem como as vitórias em 2003 e 2004 no prestigiado Torneio Corus, realizado na cidade holandesa de Wijk aan Zee.
Anand tem estado no top-cinco do ranking já há uma década, sendo a maior parte desse tempo passado no top-três. Anand é o jogador não russo mais forte desde Bobby Fischer. Como Fischer, também Anand ganhou por três vezes o Chess Oscar (literalmente, Oscar do xadrez, um importante prémio que distingue anualmente um jogador de xadrez encarado como superior aos outros no ano), nos anos de 1997, 1998 e 2003.

### Celebridade na Índia
Na Índia, os programas de televisão se interrompem para noticiar os resultados das partidas de Viswanathan Anand. Foi escolhido o "deportista indiano do milênio", e conseguiu que 11 milhões de crianças em seu estado, Tamil Nadu, estudem xadrez na escola.

## Campeonatos mundiais de Xadrez

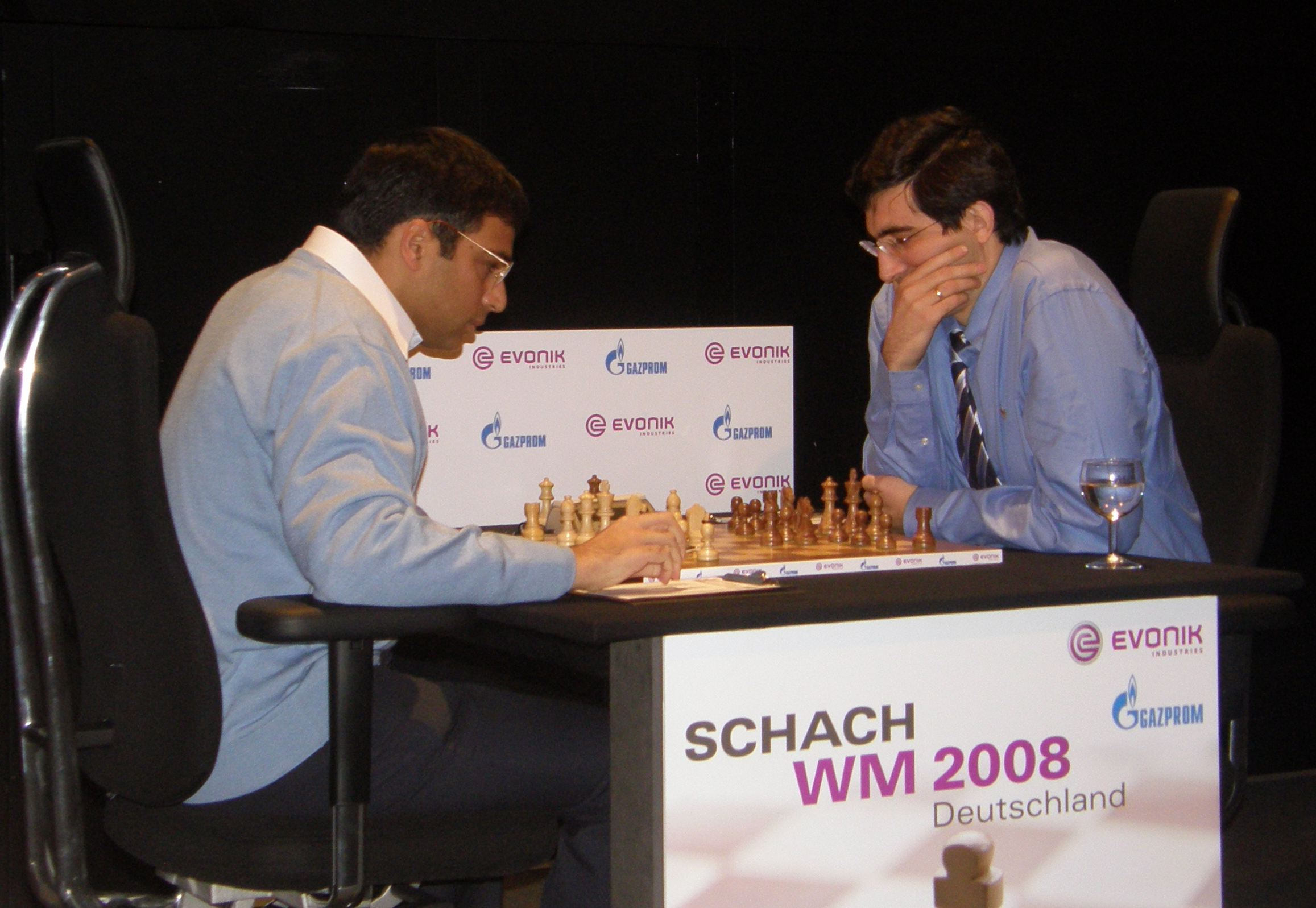
Anand contra Kramnik, 2008.

### Campeonato Mundial de 1995
Viswanathan Anand qualificou-se para a final do Campeonato do Mundo de Xadrez da PCA, após ter levado de vencida na qualificação Michael Adams e Gata Kamsky. Em 1995, jogou a final contra Kasparov no World Trade Center em Nova Iorque. Após um início marcado por oito empates (um recorde em matches a contar para o Campeonato Mundial), Anand venceu o nono jogo, perdendo depois quatro dos cinco jogos seguintes, cifrando-se o resultado do match numa derrota por (10,5–7,5).

### Campeonato Mundial de 2000
Após várias tentativas frustradas por pouco, Anand conseguiu finalmente vencer o Campeonato Mundial da FIDE em 2000, após ter batido Alexei Shirov, tornando-se o primeiro indiano a ganhar este título.

### Campeonato Mundial de 2007
Em Setembro de 2007, em um campeonato realizado na Cidade do México, Anand conseguiu novamente o título de campeão mundial de xadrez, desta vez absoluto e unificado, tirando o título de campeão do mundo de Vladimir Kramnik.

### Campeonato Mundial de 2008
Proeza conseguida no ano seguinte, onde defendeu convincentemente o título absoluto, após ter batido Vladimir Kramnik por (4,5-1,5) no match realizado em Outubro de 2008. Permanecendo assim como actual campeão mundial de xadrez.

### Campeonato Mundial de 2010
Em 11 de maio de 2010 na cidade de Sófia, Bulgária, Anand venceu novamente o Campeonato Mundial da FIDE, disputando contra o búlgaro Veselin Topalov. O resultado final foi (6,5-5,5) em um match de doze partidas.

### Campeonato Mundial de 2012
Em 31 de maio de 2012 na cidade de Moscou, Rússia, Anand manteve o título mundial da FIDE, que foi disputado contra o Israelense Boris Gelfand. Depois do empate nas doze partidas regulares do match (6-6), Gelfand foi superado na série de desempate, que estipulava quatro partidas de xadrez rápido, Anand venceu uma partida e houve empate nas demais (2,5-1,5).

### Campeonato Mundial de 2013
Anand enfrentou Carlsen no Campeonato Mundial de Xadrez de 2013 em Chenai, Índia, de 9 a 22 de novembro. As primeiras quatro partidas do confronto terminaram empatadas, mas Carlsen venceu as duas seguintes. A sétima e a oitava terminaram empatadas, a nona foi vencida por Carlsen e a décima terminou empatada; assim, Carlsen tornou-se o novo campeão mundial de xadrez.

### Campeonato Mundial de 2014
Anand não conseguiu retomar o título de Magnus Carlsen no campeonato absoluto de xadrez, tendo perdido a disputa por 6,5 a 4,5. A batalha de Sochi foi mais difícil do que a de Chenai (2013), embora o norueguês não tenha precisado das doze partidas para consolidar a conquista.

## Campeonatos Mundiais de Xadrez Rápido
Em outubro de 2003, a FIDE organizou um torneio em Cap d'Agde denominando-o como World Rapid Chess Championship (literalmente, campeonato do mundo de xadrez rápido). Cada jogador dispunha de 25 minutos para concluir o jogo, sendo-lhe concedidos mais dez segundos após cada jogada. Anand venceu esta prova à frente de dez dos doze jogadores de topo, em nível mundial, sendo Kasparov o único a não ter comparecido.
Em dezembro de 2017, Anand venceu, de forma invicta, o campeonato mundial de xadrez rápido. Depois de terminar empatado com Vladimir Fedossev, com 10,5 pontos, em 15 possíveis, ele venceu as duas partidas do tiebrake. Na disputa, a vitória mais importante foi contra Magnus Carlsen, campeão em 2014 e 2015.